# Гісаро-Алайські рідколісся
Екорегіон Гіссаро-Алайських рідколісь (ідентифікатор WWF: PA0808) охоплює західні передгір'я, що звиваються навколо двох західних відгалужень гір Тянь-Шаню в західному Таджикистані, а також частини східного Узбекистану та західного Киргизстану в Центральній Азії. Ліси, як правило, складаються з ялівцевих дерев і кущів, що відповідають висотній зоні, розташованій між дном пустельної долини (переважно на заході) та верхньою межею лісу, над якою гірські хребти покриті льодом і безплідні.

## Розташування та опис
Екорегіон петляє навколо двох ланцюгів гірських хребтів, які простягаються на захід від гір Тянь-Шаню. Північний ланцюг є прямим продовженням Тянь-Шаню, південний ланцюг складається з (із заходу на схід) Гісарського, Заравшанського, Туркестанського і Алайського хребтів. У сукупності південний ланцюг називають Паміро-Алай. Між двома гірськими ланцюгами розташована Ферганська долина. На сході розташовані гори Памір. Снігова лінія найнижча на заході (3400 м над рівнем моря) і найвища на сході (4540 м над рівнем моря).
Високі височини на Паміро-Алаї розташовані в екорегіоні альпійських пустель і тундри Паміру і сильно покриті льодовиками. На заході та на нижчих висотах розташований екорегіон Алайсько-Західно-Тянь-Шаньського степу.

## Клімат
Клімат екорегіону — вологий континентальний клімат — підтип спекотного, сухого літа (класифікація кліматів Кеппена Dsa), із великими сезонними перепадами температур і жарким літом (принаймні один місяць у середньому понад 22 °C (72 °F) і м'які зими. У найсухіший місяць із квітня по вересень випадає не більше 30 міліметрів опадів.

## Флора і фауна
Флорні угруповання відображають висотні пояси. Нижче 1800—2000 метрів для пустельних передгір'їв характерні полин (Artemisia), бульбистий тонконіг (Poa bulbosa) та пустельна осока (Carex pachystilis). На більших висотах знаходяться луки, де переважає костриця (Festuca alaica). Поряд зі степовими травами та кущами кизильнику, троянди, жимолості (Lonicera), зростають ялівці (Juniperus seravschanica, Juniperus pseudosabina, Juniperus semiglobosa), дикі плодові дерева (вишня, груша, яблуня) і горіхи (мигдаль, фісташки).

## Огородження
Значні природоохоронні території в екорегіоні включають:
- Саїрам-Угамський національний парк
- Кугітанзький заповідник
- Заамінський національний парк
- Рамітський державний природний заповідник